# Fonetyka opisowa
Fonetyka opisowa – dział fonetyki zajmujący się badaniem, opisywaniem i klasyfikowaniem głosek występujących w określonym języku współczesnym. Jest nauką statyczną, bada głoski i ich połączenia w jednym momencie czasowym, nie badając procesów, które do tego doprowadziły.